# Gliese 453
Désignations
Gliese 453 ou HD 103932 est une étoile située à ∼ 33,2 a.l. (∼ 10,2 pc) de la Terre dans la constellation de l'Hydre. Sa magnitude apparente est de 6,96.
Gliese 453 est une naine orange de type spectral K4+V, ce qui signifie qu'il s'agit d'une étoile de la séquence principale qui fusionne l'hydrogène de son cœur en hélium. Elle a une luminosité de 22 % de la luminosité solaire, et sa taille est de 72 % celle du Soleil.